# Buzen, Fukuoka
Buzen (豊前市 Buzen-shi) là một thành phố thuộc tỉnh Fukuoka, Nhật Bản. Thành phố được thành lập vào ngày 10 tháng 4 năm 1955. Đến năm 2003, dân số thành phố là 28.580 người, với diện tích 111.13 km², mật độ 257,18 người/km².